# Riis Skov-pavillonen
 Ikke at forveksle med Selskabspavillonen (Aarhus).
Riis Skov-pavillonen eller Aarhus Vandrerhjem i det nordlige Aarhus er et større pavillonkompleks ved Marienlundsvej og Østre Skovvej i Riis Skov. Den var oprindeligt et populært etablissement, som lå midt i skoven, men i dag er den schweizisk inspirerede ottekantede pavillon hjemsted for Aarhus Vandrerhjem. Knap 70 år før vandrerhjemmet blev åbnet, var bygningen dog ikke hjemsted for turister, men for sang, dans, keglespil og udskænkning.

## Liv og glade dage i Riis Skov
Modsat Marselisborgskovene, som indtil 1896 var under privat eje, var Riis Skov byens egen skov. Her måtte der gerne oprettes etablissementer, og på trods af at ramsløgene også dengang sendte sin markante lugt ud over skoven, var Riis Skov et populært udflugtsmål. Da Pavillonen, som vandrerhjemmet tidligere blev kaldt, åbnede i 1869 fandtes der allerede to andre udskænkningssteder i Riis Skov; nemlig Salonen, som i 1938 blev omdøbt til Sjette Frederiks Kro og Selskabspavillonen ved Ferdinandspladsen. Men de var åbenbart ved at blive forældede, for Skovkommissionen anmodede i 1867 Aarhus Byråd om en hensigtsmæssig, tidssvarende beværtningspavillon i Riis Skov. Det førte til, at Aarhus Byråd nedsatte et udvalg, som behandlede sagen. Da der blev givet tilladelse til at bygge Pavillonen, blev den bygget på resterne af det gamle skovfogedhus, hvor der traditionen tro også havde fundet udskænkning sted.

## Pavillonens værter omkring århundredeskiftet
Den tidligere vært på Pavillonen Christian Madsen, blev vært på Pavillonen i starten af 1890'erne. Madsen blev efterfulgt af den tidligere tjener på d’Angleterre i København, Ivar P. Rasmussen, som igen i 1902 blev efterfulgt af Hans Peter Olsen. Hans Peter Olsen, blev senere en populær vært ved Pavillonen i Vennelystparken, men også på Pavillonen viste han sin kunnen med opvisninger fra Danmarks mest berømte solister og skuespillere. De forskellige værter på Pavillonen satte hver deres præg på underholdningen, der spændte fra slaviske Tamburitza-orkestre og symfonikoncerter til digt-recitation og solistoptræden.

## Fru Olsens borgmesterkringle
Under Olsen tid blev Pavillonen især kendt for en ting; nemlig Fru Olsens borgmesterkringle. Pinselørdag måtte Mathilde Olsen op kl. 2 om natten for at påbegynde bagningen, som allerede kl. 6 blev nydt af de første morgenfriske gæster. Opskriften på kransekagemassen i kringlerne kom fra den lige så populære Café Rozzi, der havde til huse på Bispetorvet. I forhold til Salonen, som var et folkeligt samlingssted, hvor især byens unge mødtes, hørte Pavillonens gæster til byens bedre borgerskab. Eksempelvis mødtes flere af byens storkøbmænd hver lørdag til keglespil i pavillonen, og også den daværende kronprins Christian besøgte Pavillonen efter at have været til fugleskydning ved Aarhus Borgerlige Skydeselskab på Ferdinandspladsen. At kronprinsen fik serveret persillesovs, som ikke faldt i hans smag, er en anden sag.

## Med droske, tog og dampbåd
Transporten til Pavillonen foregik i 1890’erne med drosker, som for 15 øre transporterede gæsterne fra Skolebakken til Pavillonen. Statsbanerne meldte sig hurtigt ind i kampen og sommeren over kørte der ekstra tog på Østbanegården om søndagen, så man for blot 10 øre kunne komme på skovtur. Dette fik vognmændene på barrikaderne, og det lykkedes dem at få suspenderet statsbanernes ekstra kørsel, med henvisning til deres egen manglende indtjening. Selvom byrådet prøvede at gribe ind ved at henvende sig til ministeriet, blev togtrafikken først genoptaget i 1925, da de nye villakvarterer blev opført nord for skoven. I 1898 blev det muligt at sejle til Riis Skov, da skovbådene Turisten og Marselisborg, fik udvidet deres rute fra ikke kun at sejle til Moesgård, Ørnereden og Varna Pavillonen, men nu også til Salonen, hvor der blev anlagt en anløbsbro. I 1904 blev sejladsen til Riis Skov indstillet, for igen i 1906 at blive genoptaget med Dampbåden Riis Skov, der sejlede indtil 1. Verdenskrig.

## Tilbagegang for Riis Skov
Hans Peter Olsen trak sig i 1909 tilbage til Vennelyst og i 1912 overtog Carl Hansen værtsrollen, hvilken han beholdte i 18 år. Hansen var en driftig mand og arrangerede foreningsudflugter, soireer, julehygge og sangerstævner, anlagde legeplads og skydebane og under første verdenskrig producerede han konserves i vinterhalvåret, som kunne sælges til overpris til det krigshærgede Tyskland. Da Hansen i 1930 opgav værtsrollen på Pavillonen til fordel for Café Rømer, var Riis Skov ikke længere noget populært udflugtsmål, og efter et par år med stilstand blev Pavillonen i 1938 omdannet til vandrerhjem, hvilket har været dets funktion lige siden.